# Židovský hřbitov v Protivíně
Židovský hřbitov v Protivíně se nachází asi 1,5 km na východ od protivínského náměstí, asi 100 m severně od zdi místního hřbitova na úbočí kopce. Má rozlohu 716 m2.
Hřbitov byl založen v roce 1878 a nejstarší náhrobky pocházejí z konce 19. století. Celkem se jich zde dochovalo asi 20.
Protivínská židovská komunita přestala existovat podle zákona z roku 1890. Do okupace se o hřbitov starala židovská obec ve Vodňanech. V roce 1939 byl hřbitov zdevastován. Fotografie z roku 1998 na informační tabuli u zdi hřbitova ukazuje rekonstruovaný areál se znovu vztyčenými moderními náhrobky, novější fotografie dokládají pokračující vandalismus.

## Fotogalerie

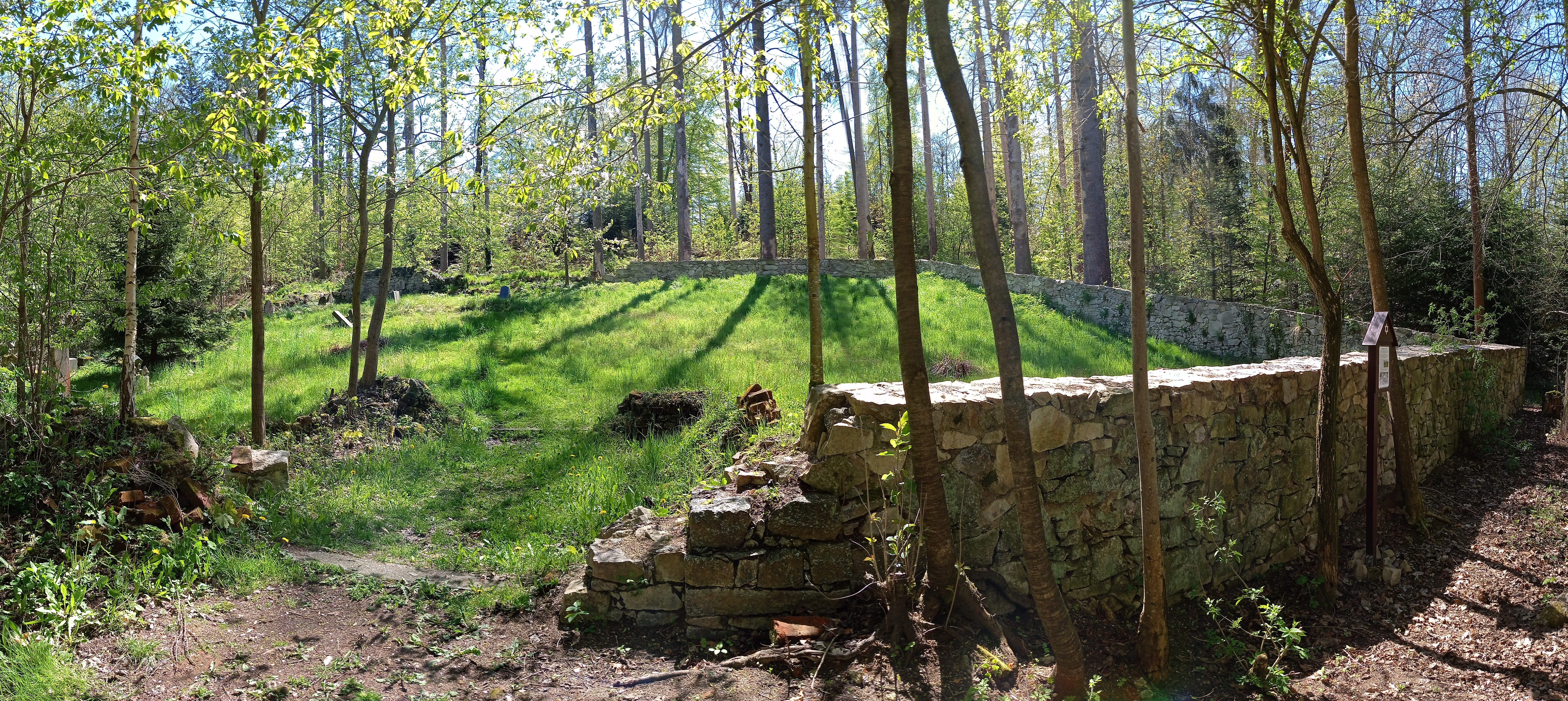
Panoramatický pohled na areál hřbitova od bývalé vstupní brány

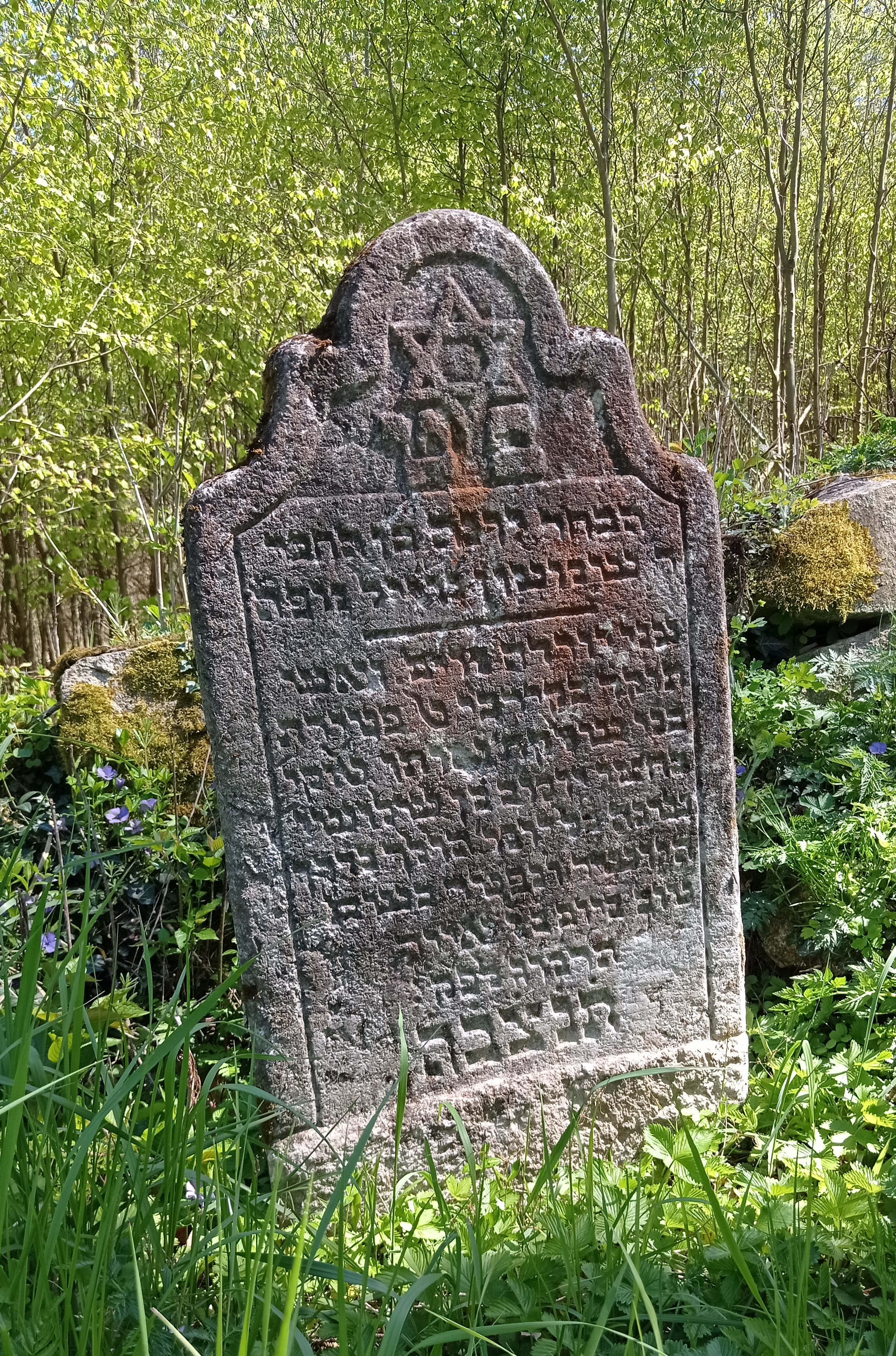
Jeden z mála zachovaných starších náhrobků
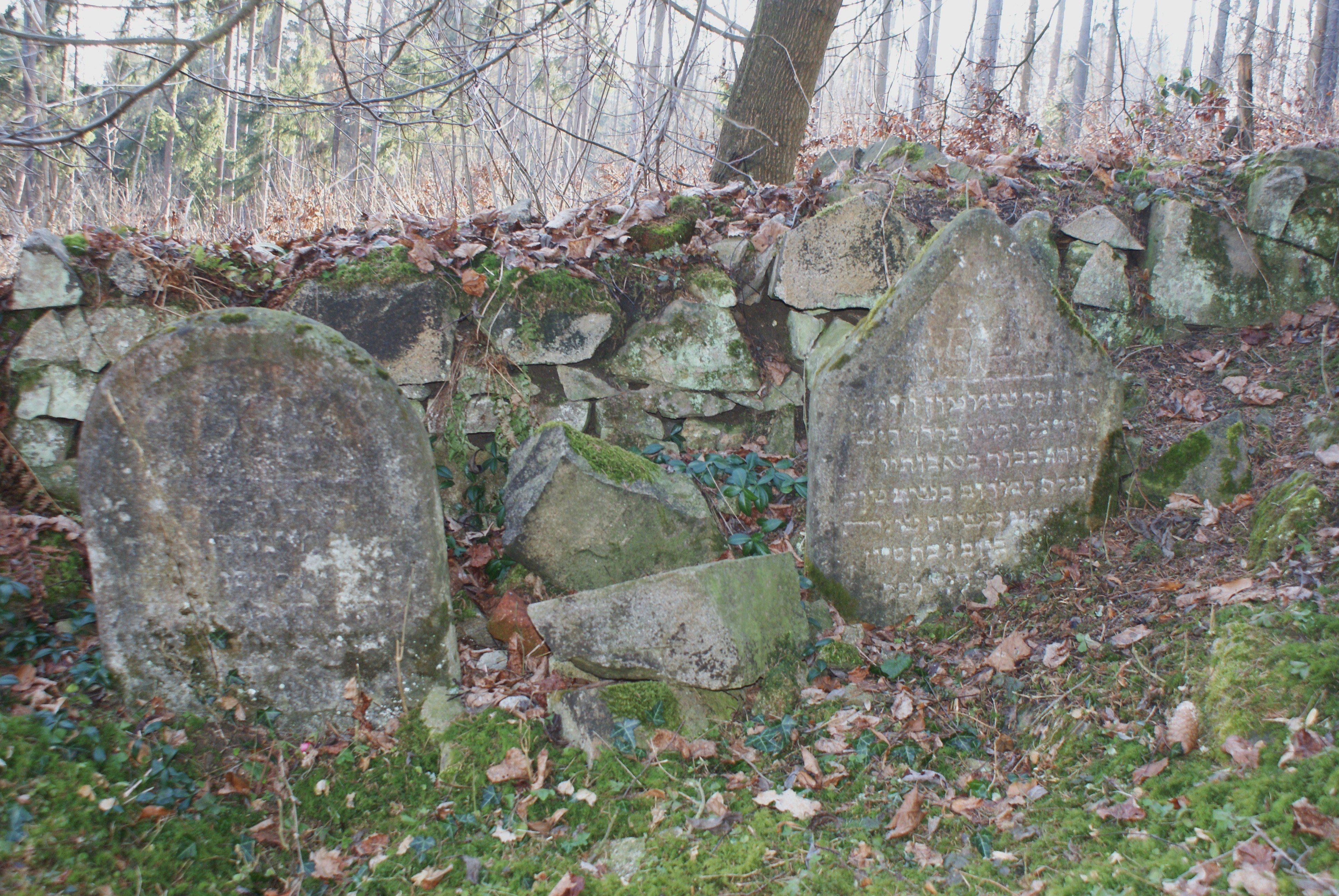
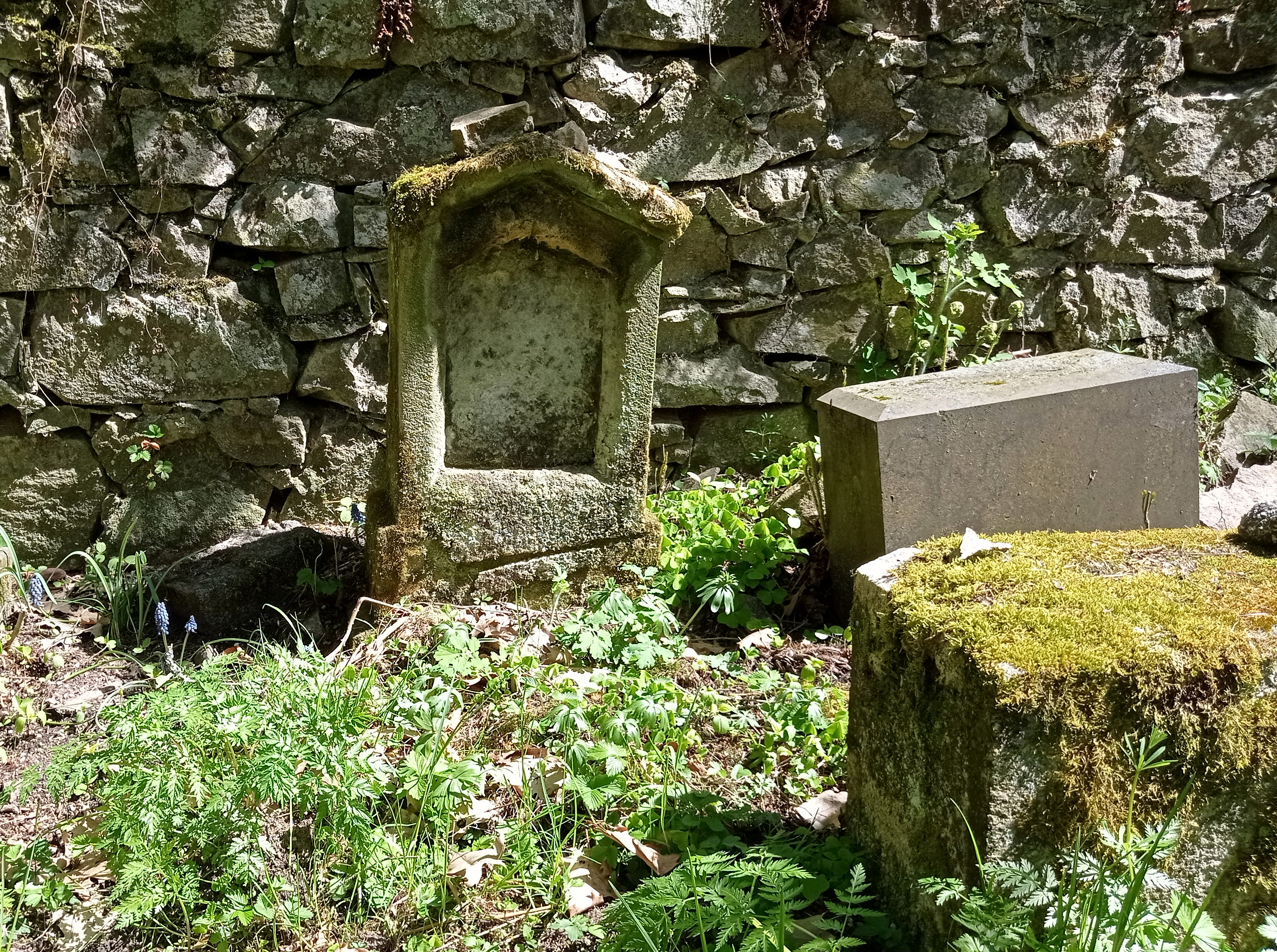
Pravděpodobně dětský náhrobek
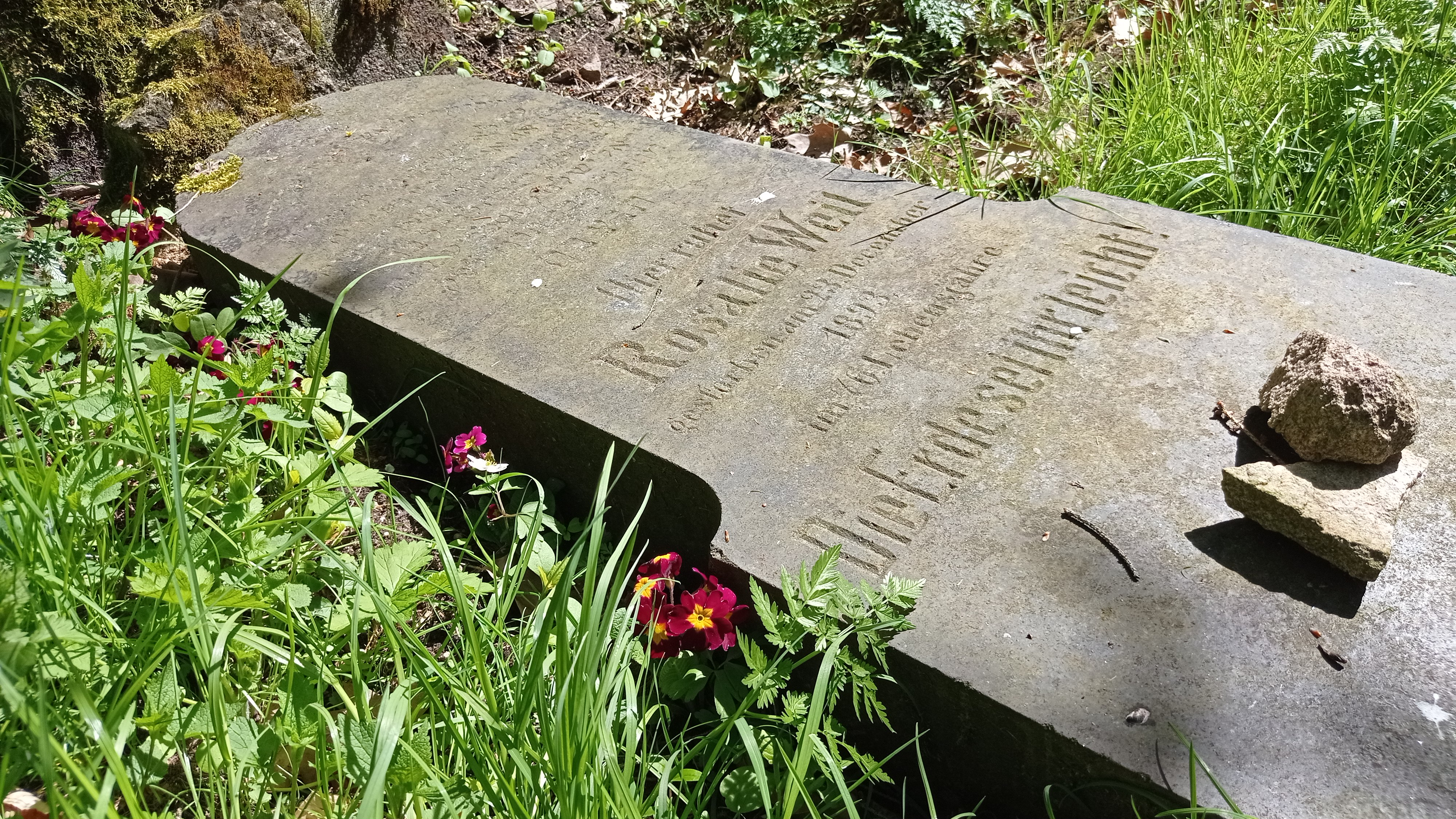
Povalený moderní náhrobek Rosalie Weilové
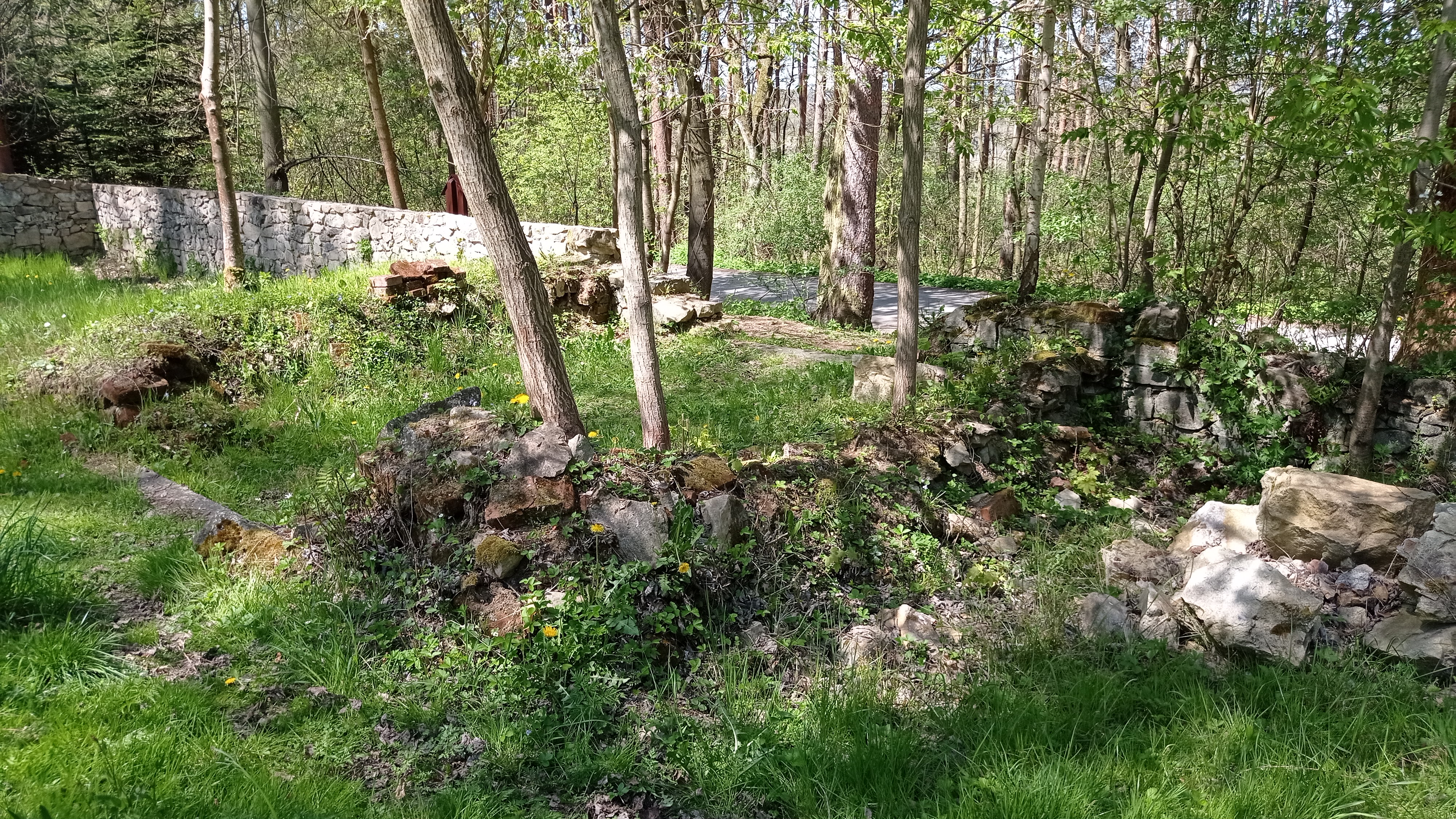
Rozvaliny bývalé márnice